# Carl Irminger
Carl Ludvig Christian Irminger (født 3. april 1802 i Wewelsfleth, Holsten, død  7. februar 1888 i København) var en dansk søofficer og marineminister, bror til Johan Heinrich Georg Irminger.
Irminger var søn af oberstløjtnant Otto Friederich Irminger, toldforvalter i Glückstadt (f. 5. maj 1749 d. 12. oktober 1828) og Maria Amalia f. Mechlenburg (f. 14. marts 1763 d. 13. august 1847). Han blev sekondløjtnant i Marinen 1822, premierløjtnant 1830, kaptajnløjtnant 1840; 1848 erholdt han kaptajns karakter, året efter blev han kaptajn, 1851 kammerherre, 1855 kommandørkaptajn, fik 1865 kontreadmirals karakter og efter 1872 at være afskediget 1880 viceadmirals charge.

## Ungdom
Efter en Vestindien-rejse til Koffardi straks efter sin udnævnelse til officer udkommanderedes Irminger 1824-25 med korvetten Najaden til Vestindien, hvor sørøveriet den gang florerede stærkt. Her fik han for første gang lejlighed til at vise sig som en resolut og modig mand, da han med den lille kystskonnert Vigilant, bemandet med et par af Najadens matroser, en snes vestindiske soldater samt nogle afrikanere, entrede sørøverskibet Adolpho mellem Portorico og Culebra, dræbte kaptajnen og tog besætningen til fange; for denne dåd tilkendegav Admiralitetskollegiet ham sin tilfredshed med tilføjende, at han endnu var for ung til at blive dekoreret. 1826 gjorde Irminger sammen med et par kammerater en lystrejse til Island, hvor han foretog en del studier af de hydrografiske forhold, hvilke senere udvidedes og suppleredes, og hvorved han fik lejlighed til at berige den geografiske forskning med en del værdifulde bidrag. Fra Island rejste han på ny til Vestindien og blev der af generalguvernøren i havnekaptajnens fraværelse konstitueret som havnekaptajn på St. Thomas indtil juli 1828. Efter hjemkomsten ønskede han at komme i fransk tjeneste og tog til den ende til Frankrig; da forholdene her imidlertid ikke var hans planer gunstige, forandrede han sin beslutning, berejste landet som turist, tog der fra videre gennem Italien til Messina og vendte her fra i foråret 1830 hjem igen med et koffardiskib. Efter en fjerde Vestindien-rejse i 1831, denne gang med briggen St. Thomas, ansattes han som fører for en kanonchalup på Elben under karantæneopsynet og havde da atter lejlighed til at vise sit mod og sin konduite ved under en forrygende storm og med fare for eget liv at frelse en skonnert og dens besætning.

## Lærer for prins Frederik
1832 rejste Irminger med fregatten Havfruen som lærer i sømandskab for prins Frederik (senere Frederik 7.), og her lagdes grunden til et venskab mellem dem, der varede for hele livet. I maj samme år ansattes han som adjudant og kavaler hos prinsen. Da denne i sine yngre år foretog en del sørejser, blev det Irminger, der ledsagede ham på alle disse. Således var han 1833, førende skonnerten Delfinen, en tur i Østersøen med ham, anløbende Bornholm og Christiansø, og det påfølgende år en rejse til Island med linjeskibet Dronning Marie. Prinsen og Irminger, som vendte tilbage med korvetten Najaden, tog derefter ophold i Fredericia, hvor de boede indtil 1840, og hvor Irminger med sin medfødte tilbøjelighed til virksomhed, når ikke andet forhindrede ham, foretog en grundig undersøgelse af strømforholdene i Lillebælt. 1837 var han på togt med korvetten Galathea, sammen med prinsen, til Rusland og Spanien. Da Christian 8. kom på tronen, og prins Frederik altså blev kronprins, forærede kongen ham kutteren Neptun, med hvilken Irminger overførte ham til Warnemünde, hvorfra de rejste til Strelitz. Her blev kronprinsen forlovet. 1841 sejlede de atter sammen med Neptun i vore farvande, men året efter gik Irminger som næstkommanderende på fregatten Thetis (kaptajn C.C. Zahrtmann) på togt til Middelhavet, hvor fregatten indskibede de sidste af Thorvaldsens arbejder i Livorno. 1842 førte han som chef den gamle brig St. Jan; den skulle have været på togt i Atlanterhavet, men blev læk, og besætningen overgik da i stedet til dampskibet Hekla. 1844 ledsagede han på ny kronprinsen i fregatten Gefion på en rejse til Skotland og Færøerne, ligesom i 1846 til Madeira. 1847-48 udsendtes Irminger som chef for briggen Ørnen til Guinea og Vestindien. I Guinea, hvor Danmark dengang havde kolonier og fæstninger på kysten til brug for slavehandel, kom han netop tilpas for at dæmpe et lokalt oprør og frelse den derværende løjtnant Svedstrup, som var blevet indesluttet på citadellet på Prinsensten. Under Ørnens ophold i Vestindien (juli 1848) udbrød også der opstand blandt plantageejernes slaver, der endte med Peter von Scholtens opløsning af dansk-kontrolleret slaveri 3. juli 1848. Kaptajnløjtnant Irminger erklærede Frederiksted i undtagelsestilstand og begyndte at fange, hvad han mente, var urostiftere og lave standretter. Peter von Scholten selv havde fået et slagtilfælde og var døden nær. Mod Peter von Scholtens ordre var der træfninger rundt omkring, hvor hvide skød på de ubevæbnede sorte. Da der igen begyndte at komme ro på øerne, blev tabene opgjort til i alt 40 dræbte. Alle var sorte, og ikke en eneste var hvid.[kilde mangler] Plantage- og slaveejerne anerkendte efterfølgende Irminger ved, at forære ham en værdifuld guldæressabel. Da briggen i 1849 kom tilbage, forblev Irminger om bord som chef og deltog med den i blokaden i Østersøen.

## Udnævnelser
Efter Frederik 7.'s tronbestigelse indtrådte han i kongens adjudantstab og udnævntes 1849 til generaladjudant for Søetaten og kongelig jagtkaptajn. 10. august 1850 overtog han stillingen som marineminister ad interim i Moltkes ministerium, men afgav allerede 25. november samme år posten til C.E. van Dockum.

## Efter den2. slesvigske krig
Efter krigens slutning var Irminger medlem af to krigsretter, som nedsattes dels i anledning af den ulykkelige Egernførdeaffære, dels i anledning af linjeskibet Skjolds togt, men beholdt for øvrigt sin post som generaladjudant. 1856 førte han fregatten Niels Juel på dennes prøvetogt vesten for Irland, hvor den døjede meget ondt i en svær storm; fregatten måtte bagefter anløbe en engelsk kanalhavn for at reparere. I 1863, efter Christian 9.'s tronbestigelse, blev der betroet ham det hverv at rejse til Tyskland for at notificere regeringsskiftet i Wien, Berlin og flere andre steder; under de spændte politiske forhold blev han imidlertid hverken modtaget i Wien eller Berlin. 1866 overførte han med kongens dampskib Slesvig, eskorteret af panserfregatten Peder Skram, den danske prinsesse Dagmar til Rusland, hvor hun viedes til storfyrsttronfølgeren. Ved denne lejlighed dekoreredes han med Storkorset af Dannebrog. Da posten som generaladjudant blev nedlagt i 1870, beholdt Irminger sin stilling som kongelig jagtkaptajn, indtil han 1872 afgik på grund af alder. Han døde 7. februar 1888 og er begravet på Holmens Kirkegård.

## Videnskabelige arbejder
Irminger var en mand med en sjælden takt og uegennyttighed. Under sin lange virksomhed ved Frederik 7.'s hof, hvor der foregik mange intriger, erhvervede han sig dels ved sine personlige egenskaber og dels ved sin stilling som generaladjudant, gennem hvem alle marinens sager blev refererede kongen, en stor indflydelse på denne, men benyttede den med en loyalitet, der forskaffede ham alles ubetingede agtelse. Åbent og stundom djærvt fremsatte han sine anskuelser, men da disse bestandig gjaldt retfærdighedens sag, vakte han aldrig anstød. Han var kongehuset oprigtig hengiven og havde den tilfredsstillelse også ved den følgende konges hof at indtage en agtet og æret stilling. Han var tillige en videnskabelig dannet og meget flittig personlighed, der uden for sin virksomhed som officer har sat sig adskillige betydelige spor. Således var han medstifter af og medlem af bestyrelsen i Det Kongelige Danske Geografiske Selskab samt tillige korresponderende medlem af Royal Geographical Society i London. Af afhandlinger, han har skrevet, kan nævnes: Iagttagelser over Ebbe og Flod i Lille Bælt (1840), Golfstrømmens Hastighed samt Strømmen ved Island (1843), Iagttagelser inden en Orkan (1850), Om Havets Strømninger m. m. (1853), Den arktiske Strømning (1854), Strømninger og Isdrift ved Island (1861), Temperaturen i det nordlige Atlanterhav og Golfstrømmen (1870). Han opfandt en strømretningsviser og var 1883 delegeret på Amerikanistkongressen.
Carl Irminger har lagt navn til Irmingerhavet og Irmingerstrømmen.
Irminger blev 1833 gift med Henriette Georgine Viborg (f. på Christianshavn 28. april 1814, d. 30. maj 1865), datter af etatsråd E.N. Viborg, direktør for Veterinærskolen.